# 富山県道193号坂本長附線
富山県道193号坂本長附線（とやまけんどう193ごう さかもとながつきせん）は富山県富山市内を通る一般県道である。

## 概要

### 路線データ
- 起点：富山県富山市坂本（富山県道65号富山大沢野線・富山県道188号東猪谷富山線交点）
- 終点：富山県富山市長附（富山県道318号笹津安養寺線交点）
- 延長：1,609m

## 沿革
- 1995年（平成7年）4月1日 - 認定[1]

## 地理

### 通過する自治体
- 富山県富山市

### 接続する道路
- 富山県道65号富山大沢野線・富山県道188号東猪谷富山線（起点：富山市坂本）
- 富山県道318号笹津安養寺線（終点：富山市長附）

### 周辺
- 富山県立富山高等支援学校
- 富山市立船峅小学校
- 富山第一銀行 大沢野支店
- 北陸銀行 大沢野支店
- 大沢野郵便局
- キョーエイ 大沢野店（スーパーマーケット）